# جيريمي شاردي
جيرمي شاردي هو لاعب كرة مضرب فرنسي.

## وصلات خارجية
- جيريمي شاردي على موقع رابطة محترفي التنس (الإنجليزية)
- جيريمي شاردي على موقع الاتحاد الدولي لكرة المضرب (الإنجليزية)
- جيريمي شاردي على موقع كأس ديفيز (الإنجليزية)
- جيريمي شاردي على موقع خلاصة التنس.كوم (الإنجليزية)
- جيريمي شاردي على موقع إي إس بي إن.كوم (الإنجليزية)
- جيريمي شاردي على موقع أوليمبيديا (الإنجليزية)
- جيريمي شاردي على موقع AS.com (الإسبانية)
- أخر نتائج مباريات اللاعب
- تاريخ تصنيف اللاعب

معلومات إضافية